# Ёсида, Мая
Ма́я Ёси́да (яп. 吉田 麻也 Ёсида Мая, 24 августа 1988, Нагасаки) — японский футболист, защитник клуба «Лос-Анджелес Гэлакси» и национальной сборной Японии.

## Карьера

### Клубная
Ёсида играл на позиции опорного полузащитника во время выступлений в юношеской команде «Нагоя Грампус», но был перемещён на позицию центрального защитника после зачисления в первую команду. Получил вызов в олимпийскую сборную Японии в апреле 2008 и был в составе команды на Олимпиаде-2008. Забил исторический первый гол «Нагоя Грампус» в Лиге чемпионов в игре против «Ульсан Хёндэ» 10 марта 2009 года. В декабре 2009 подписал контракт с нидерландским клубом «ВВВ-Венло».
К составу клуба «Саутгемптон» присоединился 30 августа 2012, подписав трёхлетний контракт, который впоследствии был продлён.
31 января 2020 года отправился в аренду в итальянскую «Сампдорию» до конца сезона. Летом 2020 года перешёл в клуб на правах свободного агента. 18 января 2021 года обновил контракт с «Сампдорией» до лета 2022 года.
5 июля 2022 года подписал контракт с немецким «Шальке 04» до 30 июня 2023 года с опционом ещё на год.
3 августа 2023 года подписал контракт с клубом MLS «Лос-Анджелес Гэлакси» на полтора года, до конца сезона 2024. В американской лиге дебютировал 26 августа в матче против «Чикаго Файр». 16 сентября в дерби против ФК «Лос-Анджелес» забил свой первый гол за «Гэлакси».

### Сборная Японии
Ёсида дебютировал за национальную сборную Японии 6 января 2010 года в матче квалификации Кубка Азии против сборной Йемена. Ёсида сыграл за национальную сборную Японии 88 матчей и забил 10 голов. В составе сборной был участником Кубка Азии 2011, где стал победителем турнира. На Кубке Азии 2019, вместе со сборной Японии Ёсида снова до шёл до финала турнира, но на этот раз стать победителем сборной Японии не удалось. Был включён в состав олимпийской сборной на Олимпиаду 2020. Был включён в состав сборной на чемпионат мира 2022 в Катаре.

## Достижения
Лос-Анджелес Гэлакси
- Обладатель Кубка MLS: 2024
- Победитель Западной конференции MLS: 2024